# Electric Wizard
Electric Wizard är en brittisk musikgrupp bildad i Dorsetshire, England som spelar doom metal/stoner metal. Gruppen hade tidigare namn som Morbicus (1988–1989), Putrefaction (1989), Lord of Putrefaction (1989–1991), Thy Grief Eternal (1991–1992) och Eternal (1992–1993).

## Medlemmar
Nuvarande medlemmar
- Jus Oborn – sång, gitarr (1993– )
- Liz Buckingham – gitarr (2003– )
- Simon Poole – trummor, slagverk (2012, 2014– )
- Haz Wheaton – basgitarr (2018– )

Tidigare medlemmar
- Mark Greening – trummor, slagverk (1993–2003, 2012–2014)
- Tim Bagshaw – basgitarr (1993–2003)
- Justin Greaves – trummor, slagverk (2003–2006)
- Rob Al-Issa – basgitarr (2003–2008)
- Tasos "Tas" Danazoglou – basgitarr (2008–2011)
- Shaun Rutter – trummor, slagverk (2006–2012)
- Glenn Charman – basgitarr (2012–2014)
- Clayton Burgess – basgitarr (2014–2018)

## Diskografi
Studioalbum
- Electric Wizard (1995)
- Come My Fanatics... (1997)
- Come My Fanatics... (1999) (återutgåva)
- Dopethrone (2000)
- Let Us Prey (2002)
- Dopethrone (2004) (återutgåva med bonusspår)
- We Live (2004)
- Witchcult Today (2007)
- Black Masses (2010)
- Time to Die (2014)
- Wizard Bloody Wizard (2017)

EP
- Chrono.Naut (1997)
- Chrono.Naut / Nuclear Guru (1997) (delad EP med Orange Goblin)
- Supercoven (1998)
- Supercoven (2000) (återutgåva med bonusspår)
- Electric Wizard / Reverend Bizarre (2008) (delad EP)
- The Processean (Procession) (2008)
- Legalise Drugs and Murder (2012)

Singlar
- "Demon Lung" / "Aquatic Fanatic" (1996) (delad singel: Electric Wizard / Our Haunted Kingdom)
- "The Living Dead at Manchester Morgue" (2006)
- "Legalise Drugs and Murder" / "Murder & Madness" (2012)
- "Satyr IX" (2012) (demo)
- "SadioWitch" (2014)

Samlingsalbum
- Come My Fanatics... / Electric Wizard (1999)
- Pre-Electric Wizard (2006)